# Binnie Barnes

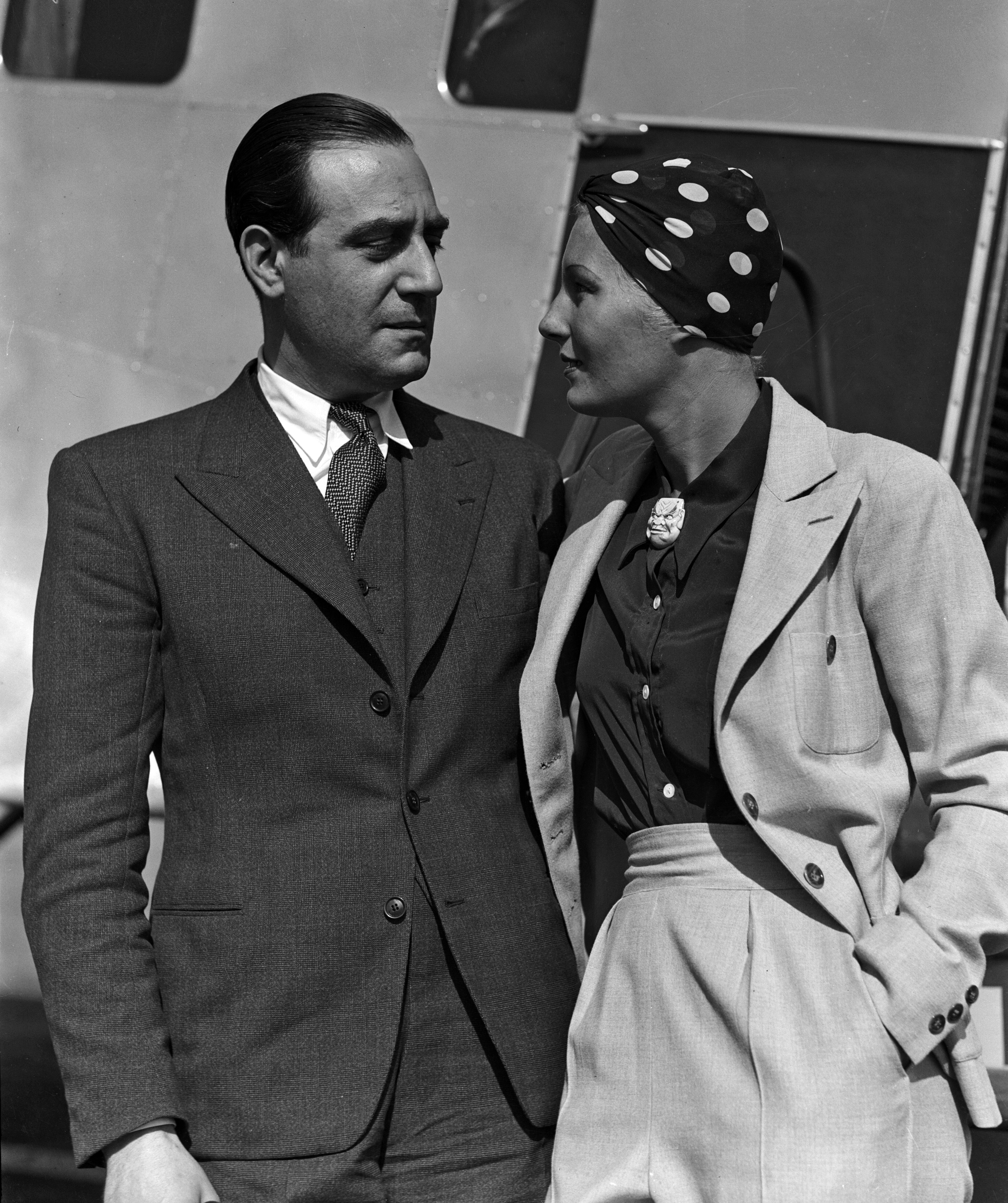
Binnie Barnes mit ihrem Ehemann Samuel Joseph (1936)

Binnie Barnes (* 25. März 1903 in London; † 27. Juli 1998 in Beverly Hills, Kalifornien; gebürtig Gittel Enoyce Barnes) war eine britische Schauspielerin.

## Leben
Barnes bewarb sich, nachdem sie zuerst in anderen Berufen arbeitete, auf eine Anzeige hin in Berlin für die Tanzgruppe der Tiller-Girls, brachte es aber nur bis zur Chorsängerin. Daraufhin begann sie in London eine Tanzkarriere und trat in Revuen auf. In dem Stück Little Tommy Tucker erhielt sie ihre erste tragende Rolle.
Mit einigen Kurztonfilmen begann 1929 Barnes Filmkarriere, ihre erste größere Rolle übernahm sie 1931 in der Filmkomödie Love Lies. Bekannt wurde sie 1933 als Catherine Howard in dem Historienfilm Das Privatleben Heinrichs VIII., eine weitere Hauptrolle folgte 1934 in dem Abenteuerfilm Das Privatleben des Don Juan. Im Anschluss ging Barnes nach Hollywood, wo sie abgesehen von wenigen Hauptrollen häufig die Freundin der eigentlichen Heldin verkörperte.
Barnes zog sich seit den 1950er Jahren allmählich vom Filmgeschäft zurück und verbrachte ihren Lebensabend in Los Angeles mit Aktivitäten im sozialen und caritativen Bereich. Sie war in zweiter Ehe mit dem Produzenten und Schauspieler M. J. Frankovich (1909–1992) verheiratet. Auf dem Hollywood Walk of Fame ist ihr ein Stern gewidmet.

## Filmografie
- 1931: Love Lies
- 1931: Strip, Strip, Hooray
- 1933: Das Privatleben Heinrichs VIII. (The Private Life of Henry VIII)
- 1934: Gift of Gab
- 1934: Das Privatleben des Don Juan (The Private Life of Don Juan)
- 1934: The Lady Is Willing
- 1934: One Exciting Adventure
- 1935: Diamanten-Jim (Diamond Jim)
- 1935: Spione küßt man nicht (Rendezvous)
- 1936: Kleinstadtmädel (Small Town Girl)
- 1936: Der Letzte der Mohikaner (The Last of the Mohicans)
- 1936: The Magnificent Brute
- 1936: Drei süße Mädels (Three Smart Girls)
- 1936: General Sutter (Sutter’s Gold)
- 1937: Broadway-Melodie 1938 (Broadway Melody of 1938)
- 1938: Die Abenteuer des Marco Polo (The Adventures of Marco Polo)
- 1938: Besuch zur Nacht (The Divorce of Lady X)
- 1938: Die Schwester der Braut (Holiday)
- 1938: Tropic Holiday
- 1938: Gateway
- 1938: Thanks for Everything
- 1938: Three Blind Mice
- 1938: Always Goodbye
- 1938: Mexikanische Nächte (Tropic Holiday)
- 1939: Day-Time Wife
- 1939: Frontier Marshal
- 1939: Wife, Husband and Friend
- 1939: Man About Town
- 1939: The Three Musketeers
- 1940: This Thing Called Love
- 1940: ’Til We Meet Again
- 1941: Die Unvollendete (New Wine)
- 1941: Three Girls About Town
- 1941: Eheposse (Skylark)
- 1941: Tight Shoes
- 1942: I Married an Angel
- 1942: Call Out the Marines
- 1942: Der Draufgänger von Boston (In Old California)
- 1943: The Man from Down Under
- 1944: Barbary Coast Gent
- 1944: Up in Mabel’s Room
- 1944: The Hour Before the Dawn
- 1945: Die Seeteufel von Cartagena (The Spanish Main)
- 1945: It’s in the Bag!
- 1946: The Time of Their Lives
- 1949: My Own True Love
- 1948: Abenteuer im Wilden Westen (The Dude Goes West)
- 1949: Piraten von Capri (I pirati di Capri)
- 1949: Der Weg ins Verderben (La strada buia)
- 1950: Graf Orloffs gefährliche Liebe (Shadow of the Eagle)
- 1953: Boccaccios große Liebe (Decameron Nights)
- 1954: Malaga
- 1965: Immer Ärger mit den Engeln (The Trouble With Angels)
- 1967: Wenn Engel reisen (When Angels Go – Trouble Follows)
- 1973: Vierzig Karat (40 Carats)